# Heinrich Schulte (Mediziner)
Heinrich Schulte (* 2. Juli 1898 in Berlin; † 10. Oktober 1983 in Bremen) war ein deutscher Psychiater, der sich große Verdienste um eine humane Psychiatrie erworben hat.

## Leben
Schulte besuchte das Werner-Siemens-Realgymnasium in Schöneberg bei Berlin. Nach dem Notabitur im Mai 1915 nahm Schulte als Kriegsfreiwilliger am Ersten Weltkrieg teil. Eine schwere Verwundung beendete die aktive Dienstzeit des Leutnants und Kompanieführers im November 1917. Schulte studierte Medizin an der Berliner Friedrich-Wilhelms-Universität. Sein Studium beendete er 1922 mit dem Staatsexamen und der Dissertation über die Zwangserkrankung eines jungen Mannes, der blind geboren war. Seit dieser Zeit hatte Schulte Kontakt zu Max Wertheimer, dem Begründer der Berliner Schule der Gestaltpsychologie. Von 1922 bis 1934 arbeitete Schulte an der Berliner Charité, zunächst bei Friedrich Kraus und dann bei Karl Bonhoeffer, bei dem er promoviert wurde. Schulte konnte sich 1933 auch bei Bonhoeffer habilitieren. Weil er dort nicht – wie von ihm gefordert – der NSDAP beitreten wollte, übernahm er ab 1934 die Leitung der Evangelischen Nervenklinik (Kur- und Pflegeanstalt) Waldhaus in Berlin-Nikolassee. Die Klinik beschäftigte 1938 kurze Zeit auch John Rittmeister als Oberarzt sowie andere Ärzte und Pfleger, „die aus politischen und rassischen Gründen keine Anstellung in staatlichen Einrichtungen erhielten.“ 1939 wurde er außerplanmäßiger Professor. In Kürschners Deutscher Gelehrten-Kalender 1940/41 hatte er sich als „Richter am Erbgesundheitsgericht Berlin“ eintragen lassen. In der Endphase des Zweiten Weltkrieges folgte er 1944 Max de Crinis als Beratender Psychiater im Wehrkreis III nach.
Nach dem Zweiten Weltkrieg leitete Schulte die Städtische Nervenklinik in Bremen bis zu seinem Ruhestand 1964. Er setzte sich engagiert für den Einsatz von Psychotherapie in psychiatrischen Kliniken ein, was damals keine Selbstverständlichkeit war. Dazu könnte er durch den Psychotherapeuten Arthur Kronfeld (1886–1941) angeregt worden sein, der bis 1933/35 an der Charité gelehrt hatte.

## Position
In die Geschichte der Psychologie, insbesondere der Gestalttheorie, Gestaltpsychologie, Gestalttheoretischen Psychotherapie und der Psychopathologie (Psychiatrie) ging Schulte vor allem durch seine 1924 publizierte Arbeit Versuch einer Theorie der paranoischen Eigenbeziehung und Wahnbildung ein. Bezogen auf die Psychopathologie des Wahns, der wahnhaften Gefühle und des Ichtums schreibt der deutsche Psychiater Arthur Kronfeld: Es war vor allem Schulte, der diese Frage in einer dankenswerten Weise vertieft hat. Schultes Arbeit entstand in einer engen Kooperation mit Max Wertheimer. Sie gehört zu den ersten gestaltpsychologischen Arbeiten überhaupt, die in die englische Sprache übersetzt worden sind. Ihre Aktualität kommt auch darin zum Ausdruck, dass sie im Mittelpunkt der internationalen Diskussion steht, die in einem 2002 erschienenen Sammelband mit gestalttheoretischen Beiträgen zur psychotherapeutischen Krankheitslehre dokumentiert ist; hier finden sich Kommentare unter anderem von Abraham S. Luchins, Erwin Levy und Paul Tholey.

## Auszeichnungen
- 1981: Verdienstorden der Bundesrepublik Deutschland[8]

## Veröffentlichungen
- Ein Fall von "formalem Denkzwang" bei kongenitaler Anophthalmie. Dissertation, Berlin 1922
- Versuch einer Theorie der paranoischen Eigenbeziehung und Wahnbildung. In: Psychologische Forschung, Bd. 5/1924, S. 1–23
  - Wiederabdruck in: Gerhard Stemberger (Hrsg.): Psychische Störungen im Ich-Welt-Verhältnis. Gestalttheorie und psychotherapeutische Krankheitslehre. Krammer, Wien 2002, S. 27–54, ISBN 3-901811-09-5